# Eratóstenes (tirano)
Eratóstenes de Atenas (en griego antiguo: Ἐρατοσθένης, romanizado: Eratosthenes) fue uno de los Treinta Tiranos elegidos por la asamblea popular de ciudadanos (Ekklesía) para gobernar la ciudad de Atenas al término de la guerra del Peloponeso (404 a. C.)
Tras el golpe de Estado de Trasibulo, que derrocó a los Treinta, Lisias (uno de los diez Oradores áticos), que había sufrido captura, el expolio de sus bienes y el asesinato de su hermano Polemarco durante el gobierno oligárquico, escribió el famoso discurso Contra Eratóstenes pidiendo su condena a muerte y calificándole como "el más perverso de los hombres".
En este discurso, Lisias afirma que, tras escapar de casa de Damnipo donde había sido retenido, fue informado de que Eratóstenes había ordenado encarcelar y asesinar con cicuta a su hermano Polemarco. Al ser interrogado por Lisias sobre esto, Eratóstenes afirma que obró por miedo al resto de tiranos.
Por Lisias sabemos también que Eratóstenes fue trierarca en la época del gobierno de Los Cuatrocientos (411 a. C.), durante la guerra de Decelia, última fase de la guerra del Peloponeso y que, tras intentar instaurar la oligarquía en su campamento, huyó con Yatrocles abandonando su nave.
Junto con Critias, fue uno de los cinco oligarcas que prepararon la llegada del gobierno de los Treinta, aunque posteriormente se pronunció en defensa de Terámenes, por lo que parece que perteneció a una facción moderada. El propio Lisias afirma que, para algunos, Eratóstenes era el miembro de los Treinta que había causado menos males.
Se desconoce el resultado del juicio a Eratóstenes e incluso si Lisias fue realmente el encargado de dirigir su acusación, ya que éste, meteco, no tendría derecho a pronunciar el discurso en la Asamblea.
Este Eratóstenes no debe confundirse con el también nombrado por Lisias en su discurso Sobre el asesinato de Eratóstenes en defensa del labrador Eufileto, ni tampoco con el matemático del mismo nombre.